# Indri

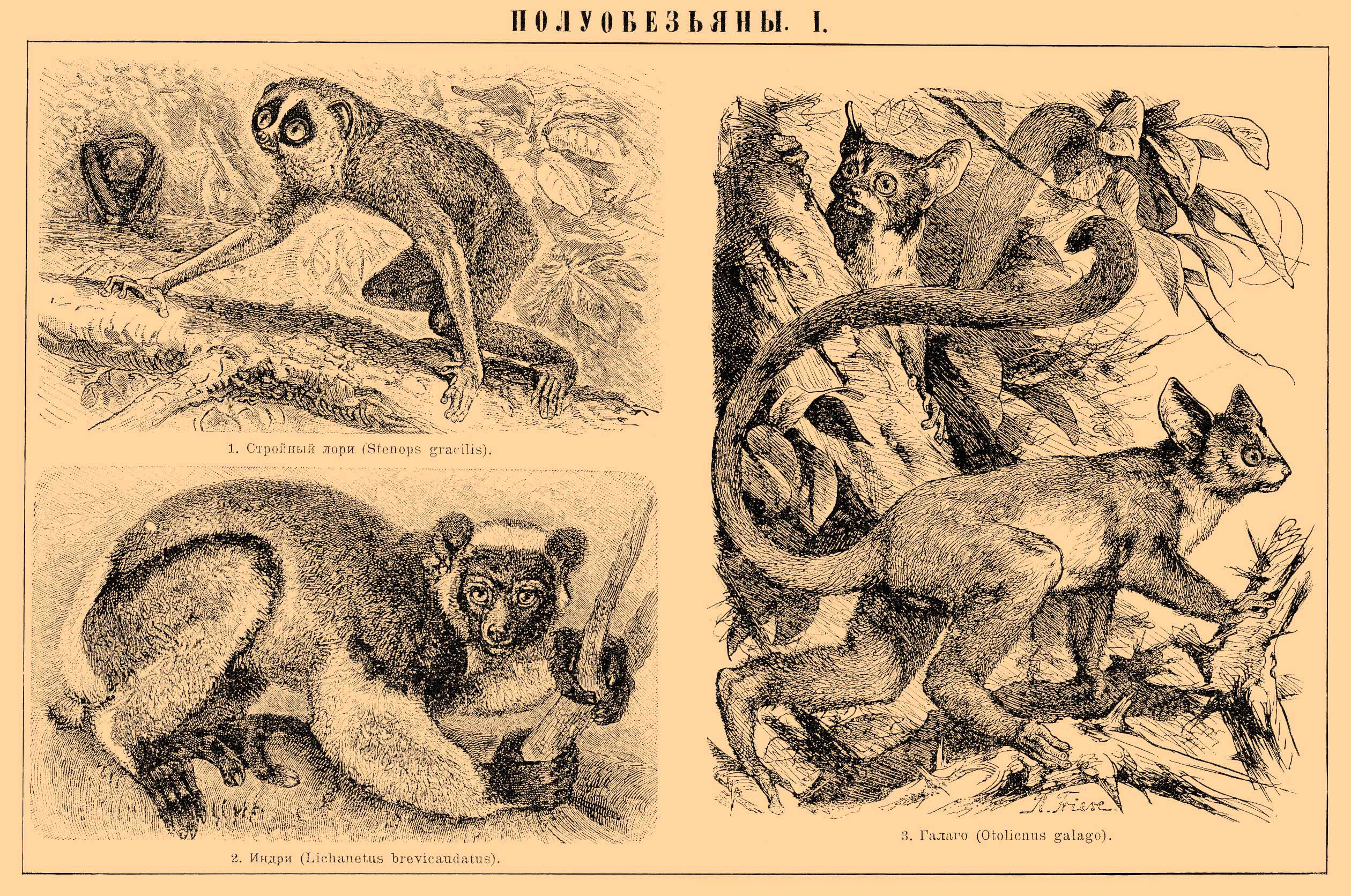

Az indri (Indri indri) az emlősök (Mammalia) osztályába, a főemlősök (Primates) rendjébe és az ugrómakifélék (Indridae) családjába tartozó Indri nem egyetlen faja.

## Előfordulása
Madagaszkáron honos. Hegyi esőerdőkben él az 1800 méteres tengerszint feletti magasságig.
Elterjedési területe mindig is szűk volt. Madagaszkár szigetén egy kis, keleti parti sávban éltek az északi Antogil-öböl és a déli Mangoro-folyó között. A fokozódó erdőirtások miatt sok helyről eltűnt, ma már csak három rezervátumban fordul elő.

## Alfajai
- Indri indri indri
- Indri indri variegatus

## Megjelenése
Testhossza 64–72 cm, farokhossza 4–5 cm, testtömege 6–9,5 kg. A legnagyobb félmajom; csonkszerű farka 8-14 csigolyát, míg más félmajmoké 20-32 csigolyát tartalmaz. A fej, a vállöv, a hát és a lábak belső oldala fekete, a test egyéb része fehér. Arca csupasz és fekete. Hosszú, kutyaszerű pofája van. Füle a gyapjúszerű szőrzetben rejtőzik.
Végtagjai csaknen egyforma hosszúak, keze-lába nagy, hatalmas hüvelykujja és öregujja a többitől elterpeszthető, hátulsó lábujjainak tövét hártya köti össze, farka csenevész vagy középhosszú
Majdnem teljesen fekete vagy teljesen fehér változatokban is előfordul. Gégezsákja a hangos kiáltások alkalmával rezonálószervként felfúvódik.

## Életmódja
Nappal aktív faj. Fákon él, de alkalomszerűen lemászik a talajra is. Territóriumokat alakít ki, amelyeket mindkét ivar megjelöl az áll, valamint a here és a végbél környékén lévő mirigyek, illetve a hüvelymirigyek váladékával. Mint a leghangosabb félmajom, erős hangját is - amelyet a gégezsák rezonálása tovább erősít - territóriuma elhatárolásához használja. Társas életformájára a monogámia jellemző, de kis, 5-6 állatból álló, családi közösségek is létrejönnek. A csoport- és családi kapcsolatok felismerése a szaglás útján történik.
Levelekből, rügyekből, virágokból, magvakból és gyümölcsökből álló, tisztán növényi táplálékát a fákon keresi. A fiatal állatok ellenségei közé tartozik a fossza és a nagy ragadozó madarak. Az ellenség közeledtét minden indri hangos kiáltással jelzi, a talajon lévő ragadozók esetében valószínűleg más kiáltást használ, mint a ragadozó madaraknál.

## Szaporodása

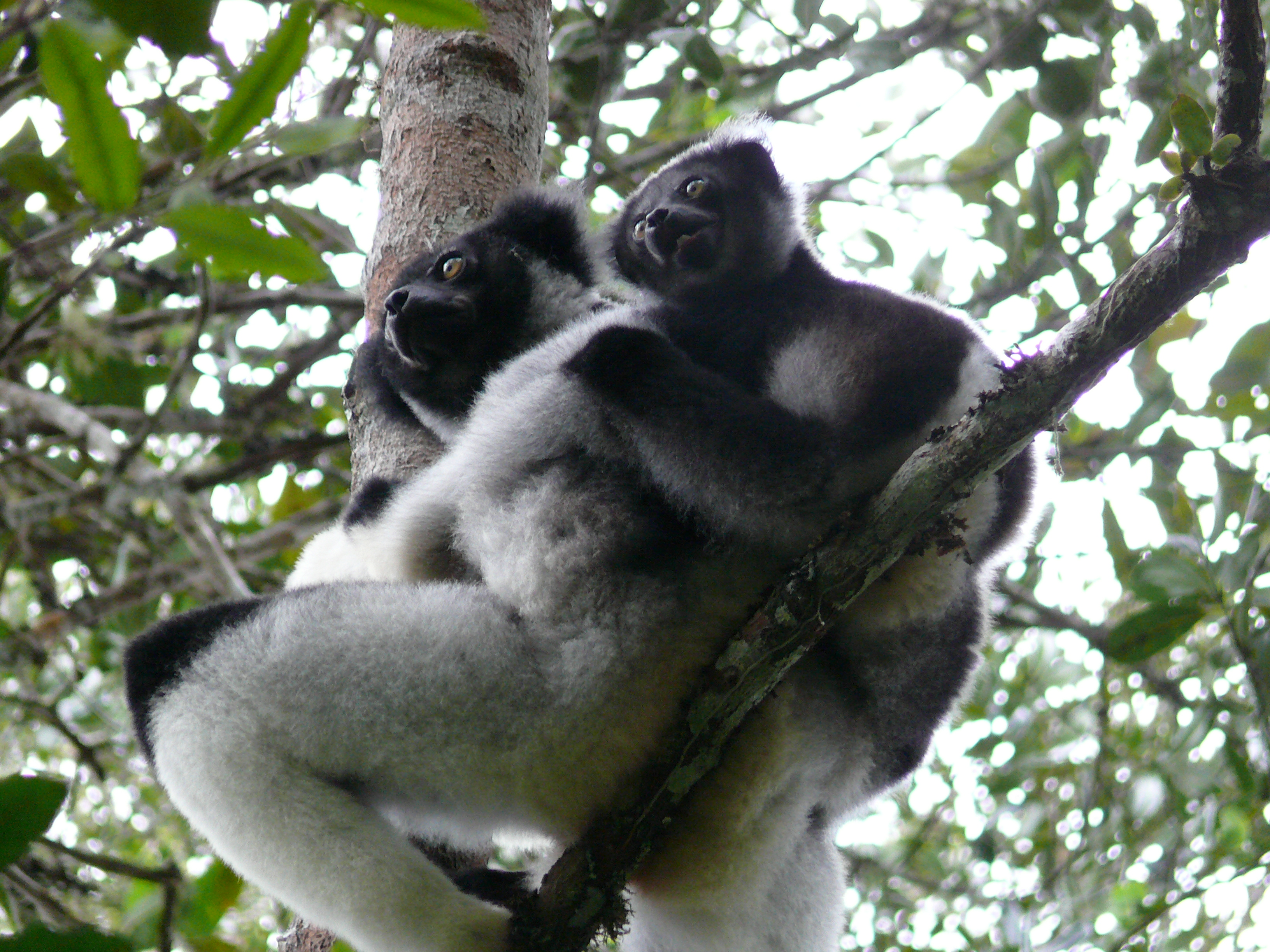
Indri nőstény és kölyke

Az indrik szaporodásuk során udvarlási magatartásformát valószínűleg nem tanúsítanak, a párzásnál a hím hátulról lovagolja meg a nőstényt. Mintegy öt hónapos vemhességi idő után egy majdnem fekete utód születik, amelynek a fehér mintázata csak később fejlődik ki. Az anya az utódot először a hasán, majd hat hónap után a hátán hordja, és kilenc hónapig szoptatja.
Az indrit a kipusztulás veszélyezteti, mivel az ember tönkreteszi az élőhelyét.

## Természetvédelmi helyzete
Hosszú ideig az indrik Madagaszkáron szent állatnak számítottak, mert a lakosság azt hitte, hogy az emberek haláluk után indrikké változnak. Azonban a fokozódó emberi népesség miatt az otthonául szolgáló erdőket kezdték felégetni, hogy helyet biztosítsanak a szántóföldeknek. Az indri nem képes alkalmazkodni, a felhagyott szántóföldek után felnövő másodlagos erdőkben és bozótosokban nem képes megélni. Emiatt az indrik élettere fokozatosan szűkül.
Különleges táplálkozási igényei és csekély stressztűrő képessége miatt az indrit fogságban tartani alig lehetséges. Máig egyedül a madagaszkári antananarivói állatkertben sikerült indriket tartani, de ott is csak azért, mert kedvenc táplálékukat kaphatták. 
Korábban próbáltak eljuttatni egyedeket nyugat-európai és amerikai állatkertekbe is, de egy sem élte túl az utat. Jelenleg csekély létszáma miatt nem is próbálkoznak újból, hogy kivigyenek indriket az országból.
Az indrik megmentésének egyedüli útja, ha sikerül elegendő védett területet biztosítani számukra őshazájukban, ahol fennmaradhatnak.

## Képek

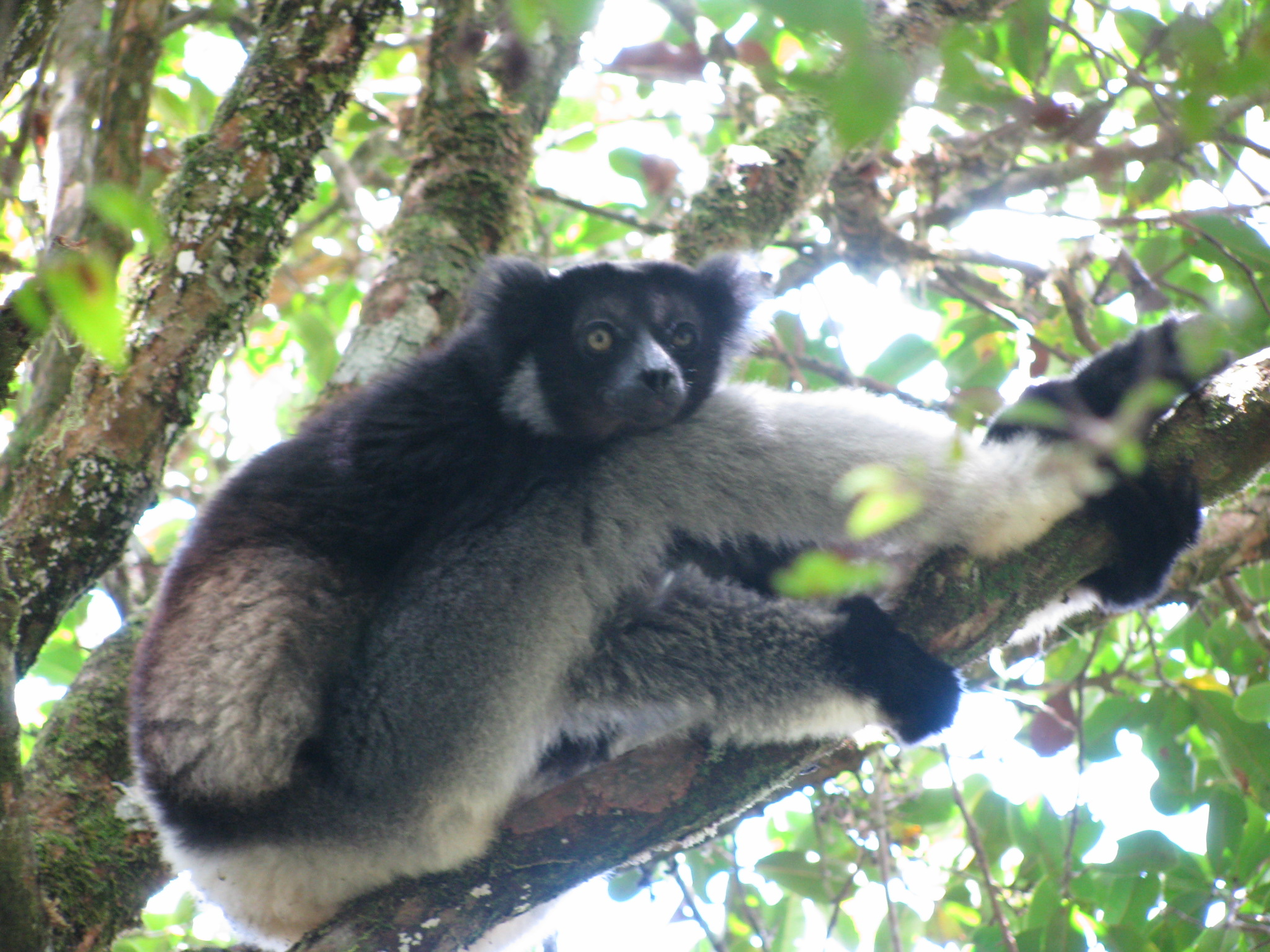
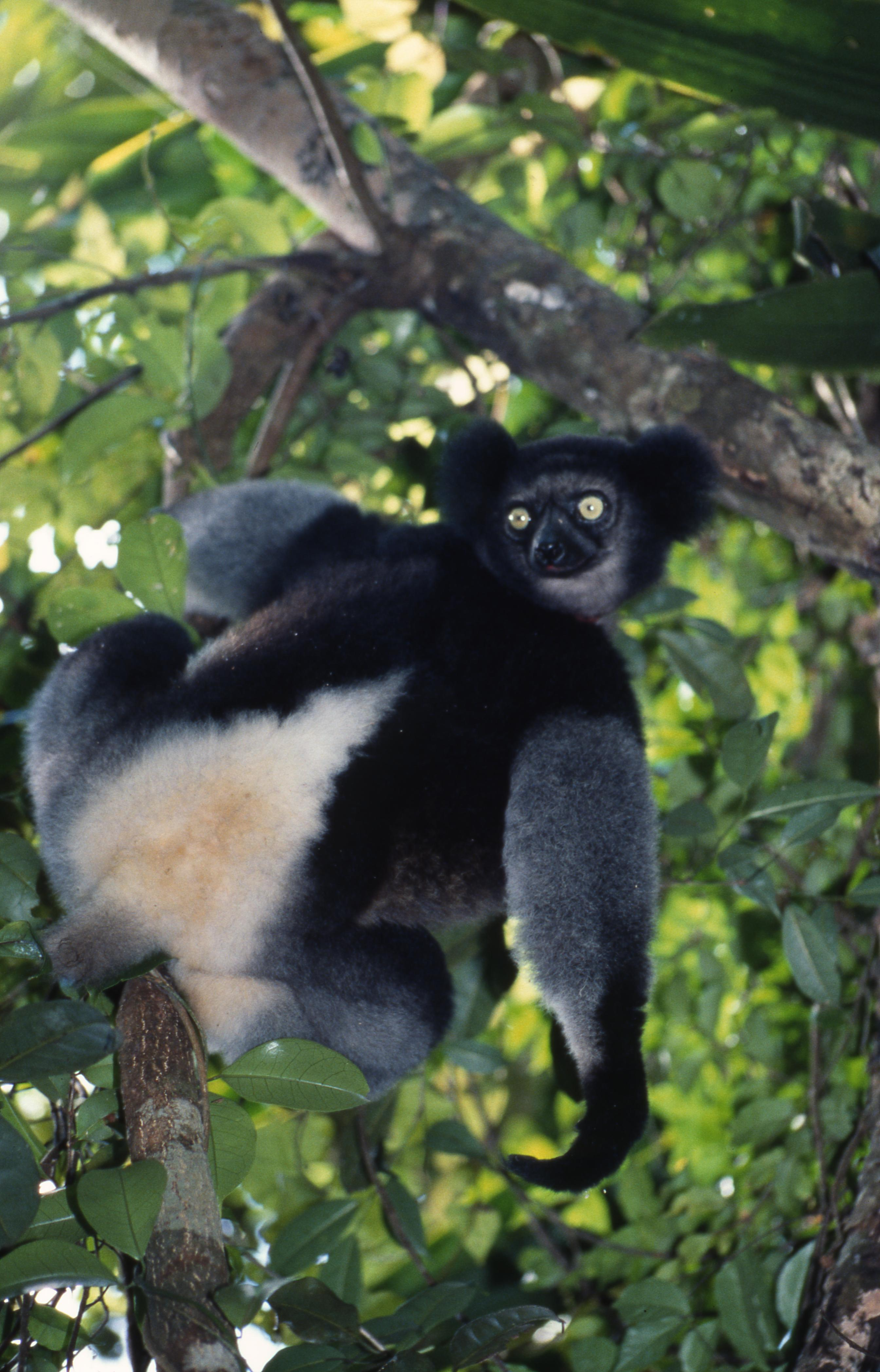
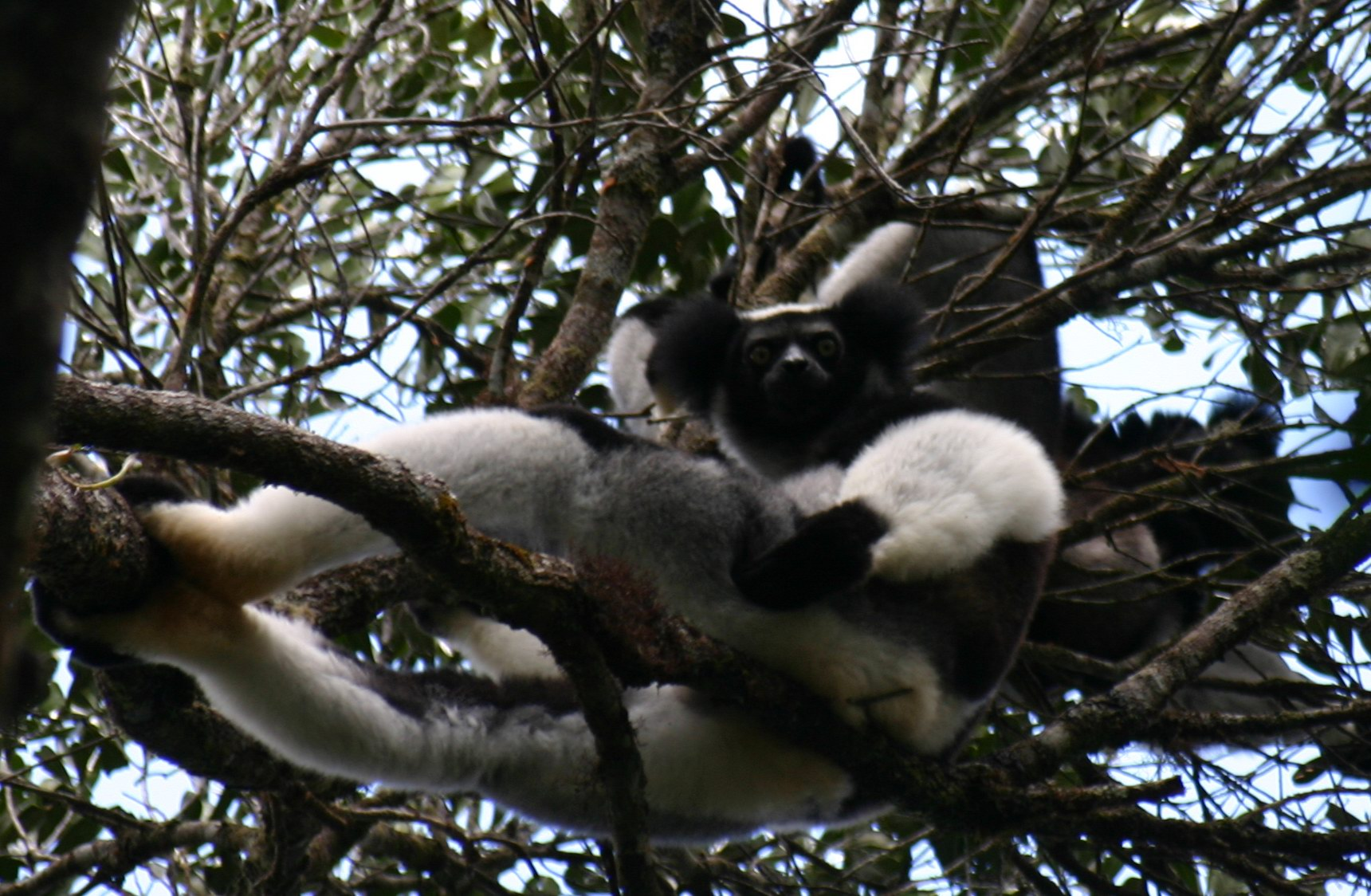